# Ейтор Вілла-Лобос
Ейтор Вілла-Лобос (точніше: Ейтор Віла-Лобуш; порт. Heitor Villa-Lobos, 5 березня 1887, Ріо-де-Жанейро — 17 листопада 1959, Ріо-де-Жанейро) — бразильський композитор, знавець музичного фольклору, диригент, педагог. Брав уроки у Ф. Браги.

## Біографія
Народився 5 березня 1887 в Ріо-де-Жанейро.
У 1905—1912 роках подорожував по країні, вивчав народний побут, музичний фольклор (записав понад 1000 народних мелодій). З 1915 року виступав з авторськими концертами.
У 1923—1930 роках жив переважно в Парижі, спілкувався з французькими композиторами.
У 30-х роках провів велику роботу по організації в Бразилії єдиної системи музичної освіти, заснував ряд музичних шкіл і хорових колективів.
Помер 17 листопада 1959 в Ріо-де-Жанейро.

## Діяльність

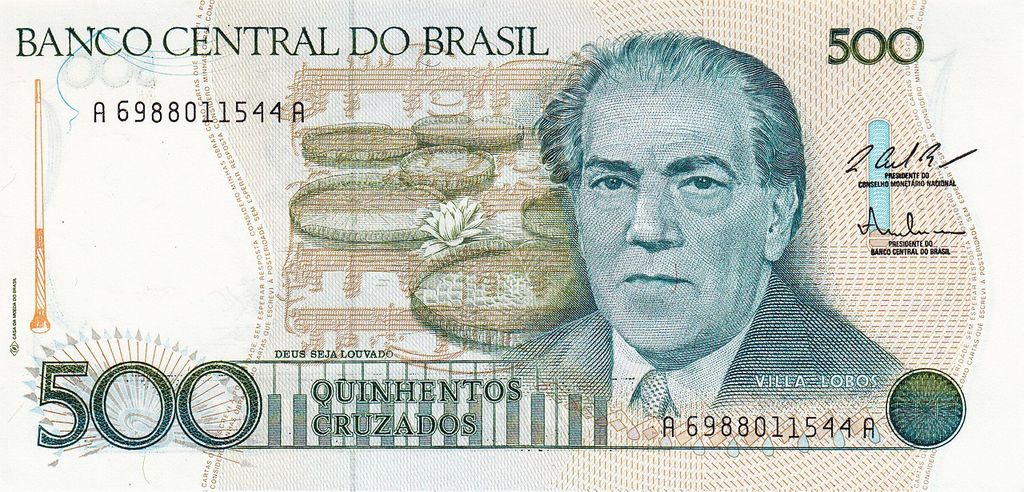
Ейтор Вілла-Лобос на банкноті 500 бразильських крузадо.

Ейтор Вілла-Лобос є автором спеціальних навчальних посібників («Практичне керівництво», «Хоровий спів», «Сольфеджіо» та ін.), теоретичної праці «Музичне виховання». Він також виступав як диригент, музично-громадський діяч, пропагував на батьківщині й в інших країнах бразильську музику.
Музичну освіту отримав у Парижі, де познайомився з А. Сеговією і якому надалі присвятив усі свої твори для гітари.
Твори Вілла-Лобоса для гітари мають яскраво виражений національний характер, сучасні ритми і гармонії в них тісно переплітаються із самобутніми піснями і танцями бразильських індіанців і негрів.
Вілла-Лобос був головою національної композиторської школи. Виступив ініціатором створення Бразильської академії музики (1945 року — її президент)
Розробив систему музичного виховання дітей. 9 опер, 15 балетів, 20 симфоній, 18 симфонічних поем, 9 концертів, 17 струнних квартетів; 14 «Шорос» (1920−29), «Бразильські бахиани» (1944) для інструментальних ансамблів, безліч хорів, пісень, музика для дітей, обробки фольклорних зразків і ін. — усього понад тисячу найрізноманітніших творів.

## Вшанування пам'яті
- У 1986 році у Ріо-де-Жанейро відкритий музей Вілла-Лобоса.
- На честь музиканта названо астероїд.
- Зображений на банкноті 500 бразильських крузадо.

## Вілла-Лобос та Україна
Український поет-модерніст Микола Бажан включив до циклу «Нічні концерти» вірш «Бразиліана Вілла Лобоса»:
| - Як марево південне, як далеч бездонна, - Нараз розгорнулась мелодій запона, - І з перших же тактів і тонів прелюду - Розкрились, покірні творимому чуду, - Печалі і сни чужедального люду, - Його сподівання, легенди, химери, - - - І легко піднісся, - мов час з-над пригашених вогнищ тапери... |